# Кельструп, Николай
Николай Кельструп (дат. Nicolai Kielstrup — датский певец, исполняющий песни в стиле рэп. Творческий псевдоним — Николай (Nicolai).
Родился 4 октября 1991 года в городе Вайле в Дании.
В 2005 году в возрасте 14 лет выступил на Детском Евровидении с песней «Shake, shake, shake».
В 2006 году выпустил альбом «Николай» (Nicolai), в 2007 — «Уровень 2» (Stage 2). В 2009 году вышел его третий альбом — «Dejavu — Tilbage til mig».
Основной стиль его песен — рэп, но рэп танцевальный — относительно мягкий и мелодичный.
Петь он начал после того, как в 2002 году посмотрел выступление на детском Евровидении другого юного датского рэпера Расмуса Отта, выступавшего под именем Razz.